# 达尼埃尔·舒埃雷布
达尼埃尔·舒埃雷布(1959年6月22日—)是來自法國的前足球運動員，司職前鋒，在1980年代為法國贏得了八次國際比賽（射入一球）。 作為朗斯 (1981–1986) 的球員，他代表法國隊參加1986年世界盃，此前法國隊在1984年洛杉磯奧運上贏得金牌，並在比賽中有入球。
蘇埃爾成為國際足協和世界盃歷史，令每個拉丁字母表中的每個字符都至少有一名球員。“X”是完成列表所需的最後一個字母。
蘇埃爾在1990年代執教過CA Digne和Pertuis，並在 2008年至2009年執教過艾克斯。

## 外部連結
- Daniel XUEREB於法國足球總會 (法文)
- 法国足球协会上的 达尼埃尔·舒埃雷布 （法文） 存档于webarchive.org.
- 达尼埃尔·舒埃雷布在Olympics.com的个人资料和比赛数据
- 达尼埃尔·舒埃雷布在Olympedia的个人资料和比赛数据